# 쳇 행크스
체스터 말론 행크스(1990년 8월 4일~)는 미국 배우이자 음악가이다. 배우 톰 행크스와 리타 윌슨의 아들인 그는 엠파이어와 셰임리스의 출연자로 유명하다. 행크스는 Showtime의 미니 시리즈 법률 드라마 Your Honor에서 조이 말디니로 출연했다.

## 어린 시절
쳇 행크스는 톰 행크스의 세 번째 자식이고 여배우 리타 윌슨과의 사이에서는 첫 번째 자식이다. 그는 노스웨스턴 대학교에서 연극을 공부했으며 Pi Kappa Alpha의 회원이었다.

## 경력

### 배우
행크스의 배우 생활은 2007년 영화 Bratz에서 덱스터로 데뷔하면서 시작되었다. 2010년 초반에는 영화의 작은 역할을 연달아 맡아 커리어를 쌓았다. 그는 2010년 후반에는 왕성하게 텔레비전에서 활동했다. 2016년부터 2018년까지 행크스는 미국판 셰임리스에서 Sierra Morton의 아이의 아버지 인 Charlie로 등장했다. 2018년부터 2019년에는 힙합 드라마 엠파이어에서 래퍼 블레이크 역을 맡았다. 2020년에 그는 아버지가 주연을 맡은 제 2 차 세계 대전 영화 그레이하운드에서 카메오로 출연했다. 그해 말부터 그는 쇼타임 법정 미니 시리즈 Your Honor에서 뺑소니 피해자의 가장 친한 친구, Joey Maldini를 연기했다.

### 음악가
2011년 노스웨스턴 대학교에 재학 중 행크스는 쳇 행크스라는 별칭으로 "White and Purple"을 녹음했다. 이 노래는 위즈 칼리파의 싱글 "Black and Yellow "를 학교 상징색으로 바꿔 가사를 번안한 노래이다.
행크스와 드류 아서는 2016년에 소개 된 후 뮤지컬 듀오 FTRZ를 결성했다. 2018년에는 두 개의 싱글 ( "Models"와 "NowhereLand")과 Ocean Park EP를 발표했다. 이 듀오는 Something Out West라는 새로운 이름으로 2020년에 "Harley"와 "Ticket Out My Head"라는 두 개의 트랙을 발표했다.

## 필모그래피

### 영화
| 년     | 표제                               | 역할           |
| ------ | ---------------------------------- | -------------- |
| 2007년 | Bratz                              | 덱스터         |
| 2008년 | 인디아나 존스와 크리스탈 해골 왕국 | 도서관 학생    |
| 2011년 | 래리 크라운                        | 피자 배달 소년 |
| 2012년 | 프로젝트 X                         | Partygoer      |
| 2015년 | 판타스틱 4                         | 지미 그림      |
| 2020년 | 그레이하운드                       | Bushnell       |

### 드라마
| 년          | 표제                 | 역할      | 메모                                    |
| ----------- | -------------------- | --------- | --------------------------------------- |
| 2016년      | 마론                 | 트레이    | 4 화                                    |
| 2016 ~ 2018 | 셰임리스             | 백인      | 7 화                                    |
| 2017년      | 테일즈               | 트로이    | 에피소드 : "F * ck the Police"          |
| 2017년      | Curb Your Enthusiasm | 빅토르    | 2 화                                    |
| 2018 ~ 2019 | 엠파이어             | 블레이크  | 조연(시즌 4), 주연(시즌 5), 17 화       |
| 2020–2021   | Your Honor           | 조이      | 6 화                                    |
| 2021년      | NCIS : 뉴 올리언스   | 리암 맥콜 | 에피소드 : "Leda and the Swan, Part II" |

## 사생활
행크스는 이혼 한 아내 티파니 마일스와의 슬하에 2016년 4월에 태어난 딸 미카야를 두고 있다. 행크스는 약물 중독을 극복하도록 도와준 딸과 부모님 칭찬한 바가 있다.
행크스는 부모님과 함께 2018년 Attica 산불에 대한 인식을 높인 공로를 인정 받아 2020년에 그리스 시민권을 부여 받았다.

### 정치 성향
2020년 여름, Hanks는 Black Lives Matter 운동을 지지한다고 인스타그램에 게시했다. 그 해, QAnon 음모론자들은 소아 성애와 사탄적 활동에 대한 루머가 퍼진 그의 아버지를 맹렬히 비난했다. 결국 10월, 그는 자신의 가족을 표적으로 삼은 "프로 트럼프 음모 이론가들 "을 인용하며 소셜 미디어 중단을 선언했다. 11월 초, 인스타그램을 다시 시작한 그는 조 바이든이 2020년 미국 대통령 선거출마를 선언한 11월 7일에 도널드 트럼프를 모욕하는 동영상을 게시했다.

### 논란
행크스는 "미국의 아버지"로 대표되는 자신의 아버지, 톰 행크스의 가족에는 어울리지 않는 문제아로 자신을 설명했다.
2015년에 영국 경찰은 호텔 방을 훼손해 1800 달러의 손해를 입힌 혐의로 행크스를 수배했다. 그는 그 해 코카인 중독으로 재활원에 들어갔다.
행크스는 자메이카 파투아의 사투리로 친구들과 이야기하는 것으로 유명하다. 이는 2020년 1월 아버지와 함께 그 해 골든 글로브 시상식에 참석 하면서 처음으로 알려졌다. 비디오로 소셜 미디어에서 회자되며 행크스는 문화적 전유라는 비판을 받았다.
2021년 1월, 텍사스주 포트 벤드 법원에서 행크스는 전 여자친구 키아나 파커에 대한 접근 금지 명령을 받았다. 그녀는 수개월에 걸친 언어적 및 신체적 학대를 설명했다. 이에 맞서 행크스는 그 해 3월 초 파커를 상대로 1월 8일 절도, 개종, 폭행, 구타에 대한 소송을 제기했다. TMZ는 3월 31일 행크스가 피흘리는 모습이 담긴 영상을 공개했다.
2021년 3월 26일 행크스는 인스타그램에 '백인의 여름'을 선포하는 영상을 올렸다. 대부분은 동영상을 유머로 소비했지만 행크스가 표현의 인기를 빌어 출시한 상품은 백인 우월주의 단체가 선호하는 글꼴과 유사한 글꼴을 사용하여 비판을 받았다. 비디오의 인기로 행크스에 대한 관심이 늘자 사그라들었던 파커와의 법적 분쟁에 대한 보도 역시 증가했다.